# Otto Tibulsky
Otto Tibulsky, häufig auch Tibulski (* 15. Dezember 1912 in Gelsenkirchen; † 25. Februar 1991 ebenda), auch „Ötte“ genannt, war ein deutscher Fußballspieler. Mit seinem Verein FC Schalke 04 gewann er von 1934 bis 1942 sechs Mal die deutsche Fußballmeisterschaft und im Jahr 1937 auch den Pokal. Die Schalker „Legende“ absolvierte in der Nationalmannschaft zwei Länderspiele.

## Karriere

### Vereine
Das Fußballspielen erlernte der jüngere Bruder von Hans Tibulsky, wie alle Jungen zu dieser Zeit, wesentlich auf der Straße, mit der Jugend von Schalke 04 nahm er in erster Linie am geregelten Spielbetrieb teil. Mit 17 stieß Otto erstmals zur 1. Mannschaft der „Knappen-Elf“. Gemeinsam mit Hans Bornemann und Hans Rosen, beide Jahrgang 1913, kam Tibulsky aus der Jugend, woraus auch Rudi Gellesch (1914–1990) und Adolf Urban (1914–1943) mit großem Potential nachrückten. Sein Debüt in der ersten Mannschaft gab er als 19-Jähriger am 4. September 1932 bei einem 2:0 gegen SG Gladbeck. Er begann auf Rechtsaußen, kam dann als rechter Außenläufer zum Zuge, einer Position, die, wie er später selbst sagte, zu ihm passte und ihm Freude machte. Die Mittelläuferposition war bis Anfang der 1930er Jahre von Alfred Jaczek und nach dessen alters- und gesundheitsbedingtem Ausscheiden von  Hermann Nattkämper besetzt gewesen. Erst im Spiel um den 3. Platz in der Endrunde um die deutsche Meisterschaft 1936 am 20. Juni Berlin gegen VR Gleiwitz (8:1), kam „Ötte“ Tibulsky unter Trainer „Bumbes“ Schmidt erstmals als Mittelläufer und Dirigent der Abwehr, zum Einsatz. Er spielte groß auf und war dann unter Trainer Schmidt als Mittelläufer gesetzt. Er wurde zu einem eleganten, technisch versierten und spielintelligenten Mittelläufer und neben Ernst Kuzorra und Fritz Szepan zum entscheidenden Strippenzieher im „Schalker Kreisel“, den er aus der Abwehr heraus mit brillanten Pässen versorgte. Da er immer ein „spielender“ Vollblut-Fußballer war, schaltete er sich wie die Außenläufer zusätzlich in das Aufbauspiel mit ein. „Ich habe niemals die Rolle eines im heutigen Sinne üblichen Stoppers übernommen“, schilderte Tibulsky als Veteran seinen Spielansatz, „dafür war ich viel zu sehr Spieler und in den Ball verliebt“.
Ernst Kuzorra, der nicht in Verdacht stand, Lob über die Maßen zu spendieren, befand zu „Ötte“ Tibulsky:  „Ötte war in seiner Art einmalig. Er beteiligte sich an unseren Kombinationen mit der Eleganz und der Klugheit eines Franz Beckenbauers. Er rundete den Schalker Kreisel ab und behielt die Ruhe, um zusammen mit Torhüter Hans Klodt die Abwehr zu dirigieren.“
Über tausendmal streifte sich der Abwehrdirigent das königsblaue Trikot über – mit seinem Namen verbinden die Schalker ihre stolzeste Ära. In den drei Hauptwettbewerben seiner aktiven Zeit, der Gauliga Westfalen – die „Knappen“ gewannen die Meisterschaft von 1934 bis 1944 in Serie – wird er mit 162 Ligaspielen mit 18 Toren, in den Endrunden um die deutsche Meisterschaft mit 77 Spielen und sieben Toren und um den Tschammerpokal mit 34 Einsätzen und einem Tor, geführt. Als Kriegsgastspieler war Tibulsky auch für andere Vereine aktiv. Nach seiner Verwundung an der Ostfront und einem Lazarettaufenthalt in Berlin schnürte er vom 16. November 1941 bis 11. Januar 1942 für knappe zwei Monate die Fußballschuhe für Hertha BSC und lief in sieben Rundenspielen in der Gauliga Berlin-Brandenburg auf, 1942 einmal für Victoria Köln und 1943 dreimal für den FV Bonn 01 in der Gauliga Köln-Aachen.
Otto Tibulsky blieb noch bis in die Oberliga-Zeit hinein der defensive Dreh- und Angelpunkt im Schalker Spiel. In den ersten vier Repräsentativkämpfen der Regionalverbände nach Ende des Zweiten Weltkriegs, im März und Juni 1946 zwischen Süddeutschland und Westdeutschland (3:0, 4:3) beziehungsweise im April und Mai 1948 zwischen Westdeutschland und Norddeutschland (3:0) und Süddeutschland gegen Nordwest (2:1) stand der Schalker Mittelläufer jeweils als Abwehrchef seines Regionalverbandes auf dem Platz. Eine schwere Verletzung beim Heimspiel am 12. Dezember 1948 gegen Rot-Weiß Oberhausen beendete jäh seine sportliche Laufbahn. Mit einem doppelten Schienbeinbruch lag er sieben Wochen im Bergmannsheil in Buer, da sich sein Fußgelenk als Folge des Bruchs aber versteifte, war die Fortsetzung seiner fußballerischen Laufbahn nicht mehr möglich. Schalke wird am Rundenende 1948/49 in einer 13er-Liga Vorletzter und kann sich nur durch eine Qualifikationsrunde gegen Bayer Leverkusen und den VfL Benrath in die auf 16 Vereine aufgestockte Oberliga 1949/50 retten.

### Nationalmannschaft
In den Jahren 1936 und 1939 bestritt er jeweils ein Länderspiel für die deutsche A-Nationalmannschaft, 1936 gegen Luxemburg und 1939 gegen Jugoslawien. Am 2. Oktober 1938 kam er noch in einem „inoffiziellen“ Länderspiel in Sofia gegen Bulgarien zum Einsatz. Bei einem 3:1-Erfolg wurde er als Abwehrchef von den Außenläufern Hans Rohde und Ludwig Männer unterstützt. So erfolgreich seine Karriere beim FC Schalke 04 auch war, „Ötte“ Tibulsky brachte es nur zu diesen zwei Länderspielen. Dabei galt er bis Kriegsende als einer der besten deutschen Mittelläufer, aber er war nur 1,72 m groß und seine Spielweise war nicht geradlinig genug, wie man sagte. Er spielte zu verschnörkelt und war zu klein. Unbestritten war er aber ein großartiger Kopfballspieler. Sepp Herberger gab ansonsten größer gewachsenen Recken und rein defensiv agierenden Abwehrrecken wie beispielsweise Ludwig Goldbrunner und Reinhold Münzenberg den Vorzug.

## Sonstiges
- Tibulsky wirkte in der Rolle eines Fußballspielers in dem von Robert Adolf Stemmle 1941 produzierten und 1942 veröffentlichten Sportfilm „Das große Spiel“ mit.[9]
- Nach seiner Laufbahn übernahm er gemeinsam mit seiner Frau Gertrud, einer gebürtigen Stuttgarterin, die er beim Endspiel 1935 in Köln gegen den VfB Stuttgart kennenlernte, die Gaststätte des Schalker Clubheims an der Glückauf-Kampfbahn. Später führte er eine Gaststätte in Marl. Er wurde auf dem Gelsenkirchener Altstadtfriedhof beigesetzt.
- Sein Bruder Hans spielte von 1929 bis 1933 ebenfalls für Schalke, bevor er zu Werder Bremen wechselte.
- Am 19. Juni 2011 wurde Tibulsky in die Schalker Ehrenkabine berufen.
- An Tibulsky erinnert der Ötte-Tibulsky-Weg auf dem Vereinsgelände von Schalke 04 sowie ein sogenannter „Hospitality-Bereich“ in der VIP-Zone des Schalker Stadions.

## Name
Die Schreibung Tibulsky ist belegt auf dem Grabstein des Spielers, auf einer Autogrammkarte, im Adressbuch von 1951 und in der „Ehrenkabine“ von Schalke 04. Die Schreibung mit i am Ende ist jedoch ebenfalls sehr häufig, sie findet sich unter anderem im Gelsenkirchener Adressbuch von 1939 und 1955. „Ötte“ selbst unterschrieb auf einer Grußkarte der Meistermannschaft von 1933 mit „i“. Es gibt keine Hinweise darauf, wie die stark schwankende Schreibung zu erklären ist.

## Tod
Er verstarb ein Jahr nach Ernst Kuzorra und im gleichen Monat wie sein einstiger Weggefährte Ernst Kalwitzki. Seinen letzten Weg begleitete eine große Trauergemeinde auf dem Altstadt-Friedhof.